# Bazy RAF używane przez PSP
Bazy RAF używane przez PSP – lista baz, lotnisk, lądowisk będących w gestii Royal Air Force, a tymczasowo używanych od 1940 do 1947 przez Polskie Siły Powietrzne w Wielkiej Brytanii.
Na liście jest podana ówczesna nazwa bazy, nazwa hrabstwa, kod bazy oraz okres użytkowania bazy przez polskie dywizjony bombowe tam stacjonujące.

## Wyspy Brytyjskie
| Nazwa bazy                         | Hrabstwo           | Kod bazy | Okres użytkowania...                                                                                     | ...przez polskie dywizjony                          |
| ---------------------------------- | ------------------ | -------- | --- | --------------------------------------------------- |
| RAF Benbecula                      | Hebrydy Zewnętrzne | BB       | 21 IX 1944 – 5 III 1945                                                                                  | Dywizjon 304                                        |
| RAF Bramcote                       | Warwickshire       | RT       | 1 VII 1940 – 21 VIII 1940 21 VII 1940 – 24 VIII 1940 22 VIII 1940 – 3 XII 1940 29 VIII 1940 – 25 XI 1940 | Dywizjon 300 Dywizjon 301 Dywizjon 304 Dywizjon 305 |
| RAF Chedburgh                      | Suffolk            | CU       | 4 IX 1945 – 18 XII 1946 6 IX 1945 – 18 XII 1946                                                          | Dywizjon 301 Dywizjon 304                           |
| RAF Chivenor                       | Devon              | IV       | 19 II 1944 – 20 IX 1944                                                                                  | Dywizjon 304                                        |
| RAF Dale                           | Pembrokeshire      |          | 13 VI 1942 – 2 XI 1942 1 XII 1942 – 1 IV 1943                                                            | Dywizjon 304                                        |
| RAF Davidstow Moor                 | Kornwalia          | DD       | 8 VI 1943 – 12 XII 1943                                                                                  | Dywizjon 304                                        |
| RAF Docking                        | Norfolk            | DK       | 2 IV 1943 – 7 VI 1943                                                                                    | Dywizjon 304                                        |
| RAF Faldingworth                   | Lincolnshire       | FH       | 1 III 1944 – 2 I 1947 15 X 1946 – 6 I 1947                                                               | Dywizjon 300 Dywizjon 305                           |
| RAF Hartford Bridge RAF Blackbushe | Hampshire          |          | 30 X 1944 – 18 XI 1944 4 IV 1945 – 1 VII 1945                                                            | Dywizjon 305 Dywizjon 301                           |
| RAF Hemswell                       | Lincolnshire       | HL       | 18 VII 1941 – 17 V 1942 18 VII 1941 – 30 V 1943 23 VII 1942 – 21 VI 1943 31 I 1943 – 21 VI 1943          | Dywizjon 300 Dywizjon 301 Dywizjon 305 Dywizjon 300 |
| RAF Ingham                         | Lincolnshire       |          | 18 V 1942 – 30 I 1943 22 VI 1943 – 4 IX 1943 22 VI 1943 – 28 II 1944                                     | Dywizjon 300 Dywizjon 305 Dywizjon 300              |
| RAF Lasham                         | Hampshire          |          | 18 XI 1943 – 29 X 1944                                                                                   | Dywizjon 305                                        |
| RAF Lindholme                      | South Yorkshire    | LB       | 19 VII 1941 – 9 V 1942 20 VII 1941 – 22 VII 1942                                                         | Dywizjon 304 Dywizjon 305                           |
| RAF North Weald                    | Essex              |          | 2 VII 1945 – 3 IX 1945 9 VII 1945 – 6 IX 1945                                                            | Dywizjon 301 Dywizjon 304                           |
| RAF Predannack                     | Kornwalia          |          | 1 XII 1943 – 18 II 1944                                                                                  | Dywizjon 304                                        |
| RAF St Eval                        | Kornwalia          |          | 6 III 1945 – 8 VII 1945                                                                                  | Dywizjon 304                                        |
| RAF Syerston                       | Nottinghamshire    | YN       | 29 XI 1940 – 19 VII 1941 4 XII 1940 – 18 VII 1941                                                        | Dywizjon 305 Dywizjon 304                           |
| RAF Swanton Morley                 | Norfolk            | SM       | 5 IX 1943 – 17 XI 1943                                                                                   | Dywizjon 305                                        |
| RAF Swinderby                      | Lincolnshire       | SN       | 22 VIII 1940 – 17 VII 1941 25 VIII 1940 – 17 VII 1941                                                    | Dywizjon 300 Dywizjon 301                           |
| RAF Talbenny                       | Pembrokeshire      |          | 3 XI 1942 – 30 XI 1942                                                                                   | Dywizjon 304                                        |
| RAF Tempsford                      | Bedfordshire       |          | 1 IV 1943 – 6 XI 1943                                                                                    | Eskadra C Dywizjonu 138                             |
| RAF Tiree                          | Hebrydy Wewnętrzne | TI       | 10 V 1942 – 12 VI 1942                                                                                   | Dywizjon 304                                        |